# Píla (okres Pezinok)
Píla (Hongaars:Gidrafűrész) is een Slowaakse gemeente in de regio Bratislava, en maakt deel uit van het district Pezinok.
Píla telt 278 inwoners.